# Bucketheadland
Bucketheadland è il primo album in studio del chitarrista statunitense Buckethead, pubblicato il 5 febbraio 1992 dalla Avant Records, etichetta giapponese di John Zorn.

## Il disco
Bucketheadland è un concept album il cui tema principale è quello di un immaginario "parco dei maltrattamenti" ("abusement park"), denominato appunto "Bucketheadland". Viene descritto come una versione macabra di Disneyland, diviso in una serie di settori, a cui corrispondono diverse sezioni dell'album. Uno di questi settori è dedicato alla saga di Giant Robot, una serie televisiva di genere tokusatsu/mecha di cui Buckethead è appassionato e a cui rimandano molti altri suoi lavori.
Questo parco è un tema ricorrente della discografia di Buckethead ed è parte della sua "mitologia personale" sviluppata sui successivi album e attraverso il suo sito ufficiale. Anche i brani contenuti nel disco sono stati rivisti nuovamente negli album successivi, come ad esempio Intro: Park Theme, rielaborata e divenuta Welcome to Buckethealand (presente nell'album successivo). Questo album ha avuto inoltre un seguito, intitolato Bucketheadland 2 e pubblicato nel 2003.

## Tracce
Musiche di Buckethead, eccetto dove indicato.
Disc A
- Intro

1. Park Theme – 3:20

- Giant Robot

1. Interlude – 0:28
2. Giant Robot Theme – 4:16 (musica: Takeo Yamashita)
3. Enter Guillatine – 0:33
4. Giant Robot vs. Guillatine – 4:02

- Bucketbots Jig

1. Bucketbots Jig – 0:28
2. Enter Slipdisc – 1:54
3. Bansheebot vs. Buckethead – 0:58

- Slaughter Zone

1. The Haunted Farm – 2:43
2. Hook & Pole Gang – 1:07
3. Cattle Prod – 0:41
4. Phantom Monk – 1:46
5. The Rack – 0:29
6. Nosin' – 1:21
7. Gorey Head Stump – 1:32
8. Sterling Scapula – 0:49
9. Skid's Looking Where – 1:08
10. Steel Wedge – 1:22
11. Wonka in Slaughter Zone – 1:30
12. Nosin' Part 2 – 0:40
13. Diabolical Minds – 1:33
14. Alice in Slaughterland – 1:17
15. Bleeding Walls – 0:22
16. Buddy on a Slab – 1:13
17. Buddy in the Graveyard – 1:02
18. Oh Jeez... – 1:21
19. Funeral Time – 1:39

- Computer Master

1. Computer Master – 8:16

- Virtual Reality

1. Part 1 – 2:01 (musica: Bootsy Collins)
2. Part 2 – 1:34 (musica: Bootsy Collins)

- Home Run Derby

1. Interlude – 0:33
2. Main Theme – 4:45

- I Love My Parents

1. I Love My Parents – 1:38

Disc BDance Remixes
1. Intro: Park Theme Extension – 5:43
2. Guillatine Battle – 0:52
3. Giant Robot Theme – 1:46 (musica: Takeo Yamashita)
4. Robot Dance – 1:02
5. Virtual Reality – 3:04 (musica: Bootsy Collins)
6. Bansheebot Bop – 1:03
7. Baseball Buddy – 3:18

## Formazione
- Buckethead – chitarra, programmazione
- Bootsy Collins – produzione
- John Zorn, Disk Union – produzione esecutiva
- Casper e Herbie – ingegneria del suono
- Howie Weinberg – mastering